# Castle Bravo
Castle Bravo var kodenavnet på en prøvesprængning af den største brintbombe der nogensinde er blevet detoneret i jordens atmosfære af det amerikanske forsvar.
Grundet en fejltagelse ved konstruktionen var Castle Bravo blevet ca. 2,5 gange kraftigere end beregnet. Den havde en sprængkraft på 15 megaton trotyl og var dermed 1.200 gange kraftigere end atombomberne der faldt over Hiroshima og Nagasaki, men dog betydelig mindre end den største bombe, Tsar Bomba, som USSR har produceret.
Historisk mente det amerikanske forsvar ikke at det var praktisk og nødvendigt at have så store A-våben. En af årsagerne til at USSR byggede større bomber var at de ikke var så gode til at ramme præcist. Det er vigtigt at ramme præcist hvis man går efter for eksempel et mål som USA's minuteman ICBM-missiler. 
Det skulle vise sig at russerne kunne drage fordel af deres manglende præcision i det senere rumkapløb. For at kunne løfte store A-våben var USSR nødsaget til at fremstille større raketter med en større løfteevne. 
Faktisk er de raketter der opsendes fra Kasakhstan et af eksemplerne herpå.